# Ford Madox Ford

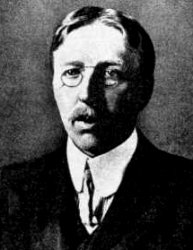
Ford Madox Ford

Ford Madox Ford (Merton, Groot Londen, 17 december 1873 - Deauville, Normandië, 26 juni 1939) was een Engels schrijver en publicist. Zijn eigenlijke naam Ford Hermann Hueffer veranderde hij in 1919 in Ford Madox Ford ter ere van zijn grootvader, de Prerafaëlitische kunstschilder Ford Madox Brown. Hij bediende zich soms van de pseudoniemen Fenil Haig en Daniel Chaucer.

## Leven en werk
Van de vroege romans die Ford vanaf 1892 publiceerde schreef hij enkele samen met Joseph Conrad, waaronder The Inheritors (1901) en Romance (1903). Zijn grootste succes in het eerste decennium van de 20e eeuw was de historische romantrilogie The Fifth Queen (1906-08) over het leven van Catharina Howard. Aan het begin van de Eerste Wereldoorlog was hij betrokken bij de Engelse oorlogspropaganda. Later was hij officier bij de Royal Welsh Fusiliers aan het Westelijk Front. In die periode schreef hij zijn beroemdste werk The Good Soldier (1915). Deze roman wordt geprezen om de subtiele beschrijving van de illusies en waarheden van het leven. Tussen 1924 en 1928 schreef hij de tetralogie (= 4-delig) Parade's End, die evenals The Good Soldier is opgenomen in de Modern Library’s lijst van 100 beste Engelstalige romans uit de 20e eeuw.
Ford staat bekend om zijn voorliefde voor experimenten met fictie, waarbij hij nieuwe verhaaltechnieken uitprobeerde, zoals de flashback en de stream of consciousness. Daarnaast publiceerde hij veel als essayist, literair criticus en literatuurhistoricus. Ook gaf hij zijn steun aan belangrijke schrijvers als D.H. Lawrence en Jean Rhys in het begin van hun carrière. Met Rhys had hij in Parijs een verhouding, waarvan de roman When the Wicked Man (1931) de reflectie is. Zijn levenspartner gedurende een lange reeks van jaren was Stella Bowen. Hun correspondentie is in 1993 uitgegeven.